# Wojskowe Ogólnokształcące Liceum Informatyczne im. Polskich Kryptologów w Warszawie
Wojskowe Ogólnokształcące Liceum Informatyczne im. Polskich Kryptologów w Warszawie – jedna z dwóch publicznych szkół ponadpodstawowych, której organem prowadzącym jest Ministerstwo Obrony Narodowej, zarazem jedyna współdziałająca z Wojskową Akademią Techniczną w zakresie kształcenia kandydatów do podjęcia studiów wojskowych na tej uczelni, powołana w 2019 roku.

## Historia
Liceum powołane zostało zarządzeniem nr 5/MON w sprawie założenia Wojskowego Ogólnokształcącego Liceum Informatycznego w Warszawie. Powołanie do życia liceum mającego kształcić informatyków na potrzeby planowanych Wojsk Obrony Cyberprzestrzeni zostało ogłoszone przez ministra obrony narodowej Mariusza Błaszczaka podczas jego wystąpienia w Wojskowej Akademii Technicznej na początku lutego 2019 roku. 30 kwietnia z kolei odbyła się konferencja prasowa podczas której pełnomocnik rektora-komendanta WAT do spraw utworzenia liceum Grzegorz Szczypek przedstawił postępy prac nad utworzeniem liceum. Podczas konferencji szef MON wręczył także decyzję o powołaniu na stanowisko dyrektora Wojskowego Ogólnokształcącego Liceum Informatycznego Ewie Kacprzyk.
2 września 2019 roku w Klubie WAT odbyła się inauguracja roku szkolnego z udziałem pierwszych 50 uczniów. Ze względu na trwający wtedy proces likwidacji gimnazjów było to 25 absolwentów gimnazjum oraz 25 absolwentów 8-letniej szkoły podstawowej w dwóch klasach o profilu matematyczno-informatycznym. W latach 2019–2020 budynek szkoły oraz internatu znajdował się przy ul. gen. Sylwestra Kaliskiego 25a. Od roku 2021 szkoła przeniesiona została do budynku przy ul. gen. Kaliskiego 29a zaś internat ul. gen. Kaliskiego 11a. Od roku 2024 szkoła przeniesiona została do nowoczesnego budynku dydaktycznego przy ul. gen. Sylwestra Kaliskiego 13a.W roku szkolnym 2021/22 po raz pierwszy utworzono w WOLI klasę o profilu matematyczno-fizycznym.
8 października 2022 r. na pl. Piłsudskiego przed Grobem Nieznanego Żołnierza Minister Obrony Narodowej Mariusz Błaszczak przekazał na ręce dyrektor liceum sztandar.
W 2023 otrzymało Medal „Milito Pro Christo”.
Liceum poza budynkiem szkoły i internatu korzysta również z infrastruktury sportowej i dydaktycznej Wojskowej Akademii Technicznej.
Liceum współpracuje z Wojskami Obrony Cyberprzestrzeni w ramach projektu cyber.mil.pl.